# Bazzania griffithiana
Bazzania griffithiana là một loài Rêu trong họ Lepidoziaceae. Loài này được (Stephani) Mizut. mô tả khoa học đầu tiên năm 1967.